# F.C. Lund (maler)
 Der er flere personer med dette navn, se F.C. Lund (arkitekt).
Frederik Christian Lund (ved dåben: Christian Frederik) (14. februar 1826 i København – 31. oktober 1901 sammesteds) var en dansk genre- og historiemaler.
Frederik Christian Lund blev i 1845 elev af Modelskolen på det Kongelige Danske Kunstakademi i København. Allerede som akademielev deltog han i udsmykningsarbejdet på Thorvaldsens Museum. Den 1. slesvigske krig afbrød hans studier, hvor han deltog som frivillig og hvor han oplevede blandt andet slagene ved Bov og Fredericia. Under krigen blev han udnævnt som dansk underofficer. I 1850 begyndte han at udstille, men vakte først større opmærksomhed, da han 1853 vandt en præmie for hans værk Episode af Slaget ved Fredericia, der blev købt til Den Kongelige Malerisamling. Han koncentrerede sig især om historiske motiver, men efterhånden også om genremotiver. I 1859 og 1862 rejste han med hjælp af Akademiets rejseunderstøttelse blandt andet til Italien, hvorfra han malede flere detailrige billeder. I 1864 udgav han 31 farvelitografier, der skildrede danske bønders folkedragter fra første halvdel af 1800-tallet. En stor akvarel med optog af danske bønder prydede den danske afdeling ved verdensudstillingen i Paris i 1878. Ved siden heraf udførte han efterhånden en række portrætter.
I 1877 blev han medlem af Kunstakademiet, hvor han i 1896 blev professor. Under krigen 1849 blev han Dannebrogsmand og 1876 Ridder af Dannebrog.
Han døde den 31. oktober 1901 efter at have mistet sin arbejdsevne efter et apoplektisk anfald 1890 og er begravet på Frederiksberg Ældre Kirkegård.